# Tony Menéndez
Tony Menéndez (1965) es un cronista deportivo de Puerto Rico, especializado en el béisbol de las Grandes Ligas, las ligas de invierno del Caribe y las Series del Caribe. 

## Biografía

### Sus comienzos
Nacido el 29 de julio de 1965 en San Juan (Puerto Rico), comenzó sus primeros pasos en la crónica deportiva de su país a temprana edad como colaborador en las transmisiones de radio de los desaparecidos Vaqueros de Bayamón en el béisbol profesional. Trabajó en el equipo radial que era compuesto por Rafael Bracero, José “Palillo” Santiago, René Molina y Luis Rigual, hijo.
Graduado del Colegio San Ignacio de Loyola en 1982 se fue a la Universidad de Syracuse en el Estado de Nueva York donde se graduó de Ciencias Políticas. En sus años de estudiante colegial su afición al periodismo deportivo nunca la perdió y tan pronto regresó a Puerto Rico entró de lleno en la crónica deportiva.

### Trayectoria en prensa escrita
En prensa escrita y televisión recibió la oportunidad gracias a Raí García y en la radio comenzó como colaborador en diferentes programas con Rafael “Felo” Ramírez, René Molina y Luis Rodríguez Mayoral.

### Programas radiales
En 1988 estrenó su propio programa radial “Deportes Puerto Rico Internacional” con Roberto Arias. Más adelante estuvo de anfitrión principal en varios programas radiales entre otros “Pausa Deportiva” con Ada Jitza Cortes, “Hablando de Deportes” con Edwin Encarnación y “Palco de Prensa” con Eduardo Valero.
Además de sus propios programas, trabajó en diferentes transmisiones de radio de las Grandes Ligas en español para Puerto Rico de los Piratas de Pittsburgh, los Rangers de Texas y los Yankees de Nueva York. Trabajó además las series postemporada de las Mayores como anfitrión radial en 1989 y 1990; y los Juegos de Estrellas en 1991 (Toronto), 1992 (San Diego) y 1993 (Baltimore). Además cubrió el sorteo de expansión de los Marlins de Florida y los Devil Rays de Tampa Bay.
Además de la radio, trabajó en Puerto Rico en los medios de comunicación de prensa escrita y televisión. En prensa escrita trabajó para los diarios El Vocero de Puerto Rico y The San Juan Star; fue corresponsal del béisbol de invierno para el semanario Baseball Weekly y el diario USA TODAY. Además publicó artículos y columnas en varios otros periódicos locales y revistas deportivas. 
En televisión trabajó por tres temporadas en el “Juego de la Semana” de la Liga de Béisbol Profesional de Puerto Rico por WAPA-TV Canal 4 junto a Rafael “Felo” Ramírez, Rai García y René Molina.

### Cobertura de boxeo, tenis y golf
Además del deporte del béisbol, cubrió en los medios de radio y prensa escrita eventos de importancia entre otros de boxeo, tenis y golf. También la Liga Superior de Baloncesto y eventos internacionales de la Selección Nacional de Baloncesto al igual que los Juegos Centroamericanos y del Caribe de 1993 en Ponce. También fue anfitrión por varios años del programa oficial radial de la Asociación de Periodistas Deportivos de Puerto Rico y anfitrión del programa “Estudio Deportivo” con Ada Jitza Cortes a través de WIPR-TV Canal 6.

### Trayectoria en Estados Unidos
A mediados de la década de los 1990 se mudó a la ciudad de Miami. En su curso en el tiempo en Miami trabajó para los Marlins de Florida; fue fundador y editor en jefe de la página BaseballLatino.net; fundador y sub-editor de la revista Estrellas Latinas del Béisbol. Para radio e internet entre proyectos anfitrión en el Juego de Estrellas del 2001 en Seattle; co-produjo del 2003 al 2008 el programa radial "Al Son de la Serie del Caribe" y ediciones especiales en el 2006 y 2009 "Al Son del Clásico Mundial de Béisbol". 
Fue miembro del grupo de narración de ESPNDeportes Radio Miami de baloncesto y béisbol de los Huracanes de la Universidad de Miami. Hoy día es columnista de la página oficial  
https://www.mlb.com/es de las Grandes Ligas y columnista en páginas de internet independiente de béisbol en los Estados Unidos, Colombia, México, Nicaragua, Panamá, Puerto Rico, República Dominicana y Venezuela. Su voz se puede escuchar en varios programas deportivos en la ciudad de Miami, Nueva York y Puerto Rico.
Menéndez fue reconocido en 1990 como Periodista Deportivo del Año de la Ciudad de San Juan y en 1993 por el Overseas Press Club por su labor en el equipo del periódico The San Juan Star por la cobertura en los Juegos Centroamericanos y del Caribe en Ponce 93'.
Desde el 2018 al 2021 por cuatro calendarios consecutivos nominado por la Asociación Internacional de la Prensa Deportiva (AIPS) entre los más destacados columnistas deportivos en América por sus trabajos de béisbol para la página oficial de las Grandes Ligas.
Menéndez, además de cronista deportivo, es profesor de Historia y Ciencias Políticas a nivel de escuela secundaria en la American Military Academy en Puerto Rico :]
- Datos: Q6148872